# Stevenia tachettii
Stevenia tachettii är en tvåvingeart som först beskrevs av Camillo Rondani 1865.  Stevenia tachettii ingår i släktet Stevenia och familjen gråsuggeflugor.
Artens utbredningsområde är Italien. Inga underarter finns listade i Catalogue of Life.